# Lavagna
Lavagna (en ligur Lavàgna) és un municipi comune de 12.510 habitants (2012) dins la ciutat metropolitana de Gènova a Ligúria.

## Geografia
La ciutat es troba a la plana al·luvial del riu Entella al llarg de la costa de la Riviera ligure di levante al Tigullio oriental. Es troba a l'est de Gènova
El municipi comprèn quatre frazioni del Barassi, Cavi di Lavagna, Santa Giulia di Centaura i Sorlana amb un total de 13,88 km². Limita amb les comunes de Chiavari, Cogorno, Ne i Sestri Levante.

## Història

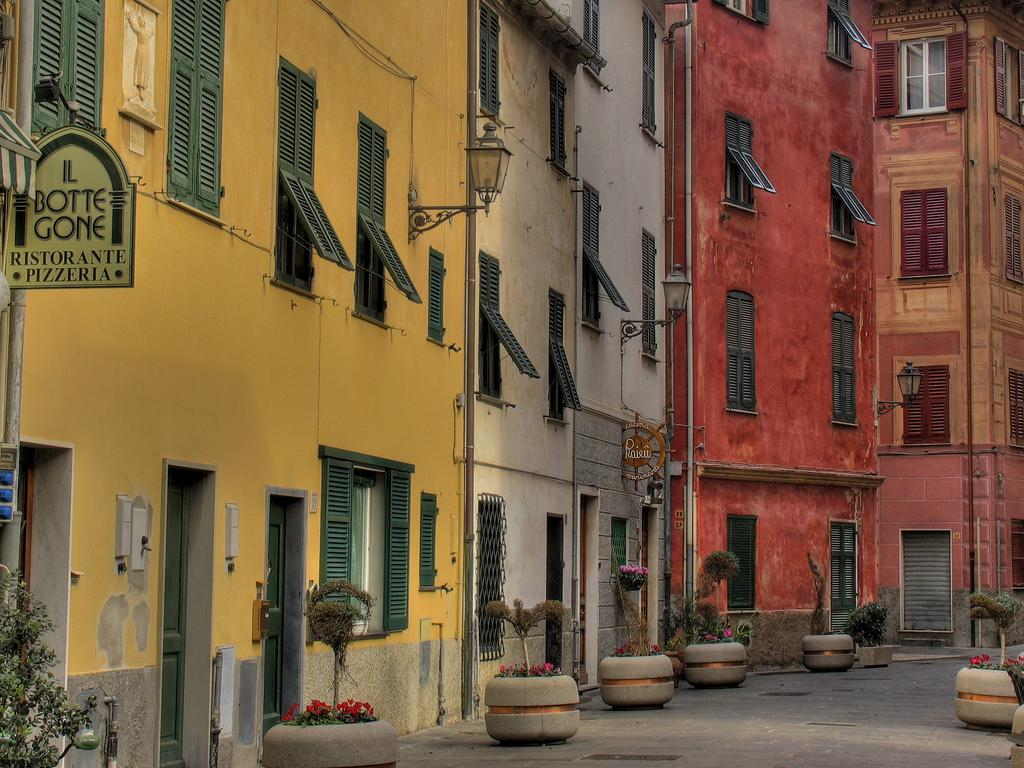
Cavi di Lavagna

El burg, es va desenvolupar en època romana amb el nom llatí de Lavania.
Segons algunes fonts, en època longobarda estava assignada al monjos de l'abat irlandès sant Columbà que sota la direcció de l'abadia de Sant Columbà de Bobbio la desenvoluparen.
La família Fieschi en van ser els senyors feudals amb fins al 1198 una certa independència respecte a Gènova. Rivalitzaren amb la família Doria, senyors de la República de Gènova.
L'any 1564 va ser saquejada pel almirall-pirata turc Dragut. El 1797 amb la dominació francesa per Napoleó I entra el 2 de desembre al departament de l'Entella, amb la capital a Chiavari, dins la República Ligur. Entre 1805 fins a 1814 va estar dins del Departament dels Apenins. El 1815 va ser englobada dins el Regne de Sardenya (1720-1861) i després al Regne d'Itàlia.